# Etalon (satelity)
ETALON – seria radzieckich satelitów naukowych wykorzystywana w badaniach, mających na celu zapewnienie odniesienia dla pomiarów geodynamicznych i geodezyjnych ziemi.
System składa się z dwóch bliźniaczych satelitów Etalon I i Etalon II wystrzelonych 10 stycznia i 31 maja 1989 na orbitę okołoziemską. Są to kule o średnicy 1,294 m i masie 1415 kg, pokryte retroreflektorami, nadającymi im wygląd gigantycznych piłek golfowych. Nie mają na pokładzie urządzeń ani czujników elektronicznych i nie są kontrolowane ich wysokości. Krążą na orbicie na wysokości 19 121 kilometrów od powierzchni Ziemi, znacznie powyżej niskiej orbity okołoziemskiej i znacznie poniżej orbit geostacjonarnych.
Pomiary laserowe SLR polegają na emisji impulsów lasera od stacji naziemnych do satelitów. Promienie laserowe odbijają się od satelitów, by następnie powrócić na Ziemię do stacji obserwacyjnej. Czas podróży jest dokładnie zmierzony, umożliwiając dokładne wyznaczenie odległości pomiędzy satelitą a stacją.